# Agnes Källén
Agnes Källén, född 24 november 1989 i Göteborg, är en svensk journalist. Hon är utbildad journalist vid Göteborgs universitet, och arbetade från 2015 till 2021 som nyhetschef och fast krönikör på Nyheter24.
Sedan 2021 arbetar hon på tidningen Expressen.